# 希姆帕爾冰川
80°18′S 25°5′W / 80.300°S 25.083°W
希姆帕爾冰川（英語：Schimper Glacier），是南極洲的冰川，位於科茨地，處於沙克爾頓山脈中赫伯特山脈東部，最終注入斯萊瑟冰川，在1967年由美國海軍拍攝空中照片，現時由南極條約體系管理。